# Thanassis Lambrou
Thanassis Lambrou (* 1962 in Lamia) ist ein griechischer Lyriker und Übersetzer.

## Leben
Thanassis Lambrou studierte Rechtswissenschaften in Thessaloniki sowie Philosophie, Klassische Philologie und Kunstgeschichte in Freiburg i. Br. In griechischer Sprache erschienen Gedichtbände, Essays, eine Studie zu Goethes Faust, sowie Übersetzungen deutschsprachiger Literatur (u. a. von Angelus Silesius, Goethe, Schiller, Hölderlin und Rilke), die mehrfach ausgezeichnet wurden. In der deutschen Übersetzung Herbert Speckners erschienen seine Gedichte erstmals in den Zeitschriften die horen, Sinn und Form sowie Neue Rundschau.
Im September 2021 hatte Lambrou die 8. Poetikdozentur der Künstlerinitiative Kunstplanbau an der Theologischen Fakultät der Humboldt-Universität zu Berlin inne. Er lebt in Athen.

## Werke in deutscher Übersetzung
- Labyrinth. Gedichte. Griechisch — Deutsch. Übersetzt von Herbert Speckner. Mit einem Nachwort und einem Gedicht von Durs Grünbein. Berlin: Elfenbein Verlag, 2014. ISBN 978-3-941184-31-2.
- Meditation. Gedichte. Griechisch — Deutsch. Übersetzt von Herbert Speckner. Berlin: Elfenbein Verlag, 2016. ISBN 978-3-941184-66-4.
- Pfade. Gedichte und Sprüche. Griechisch – Deutsch. Übersetzt von Herbert Speckner. Mit einem Gespräch zwischen Autor und Übersetzer. Berlin: Elfenbein Verlag, 2019. ISBN 978-3-96160-028-1.